# FACT (Teleskop)

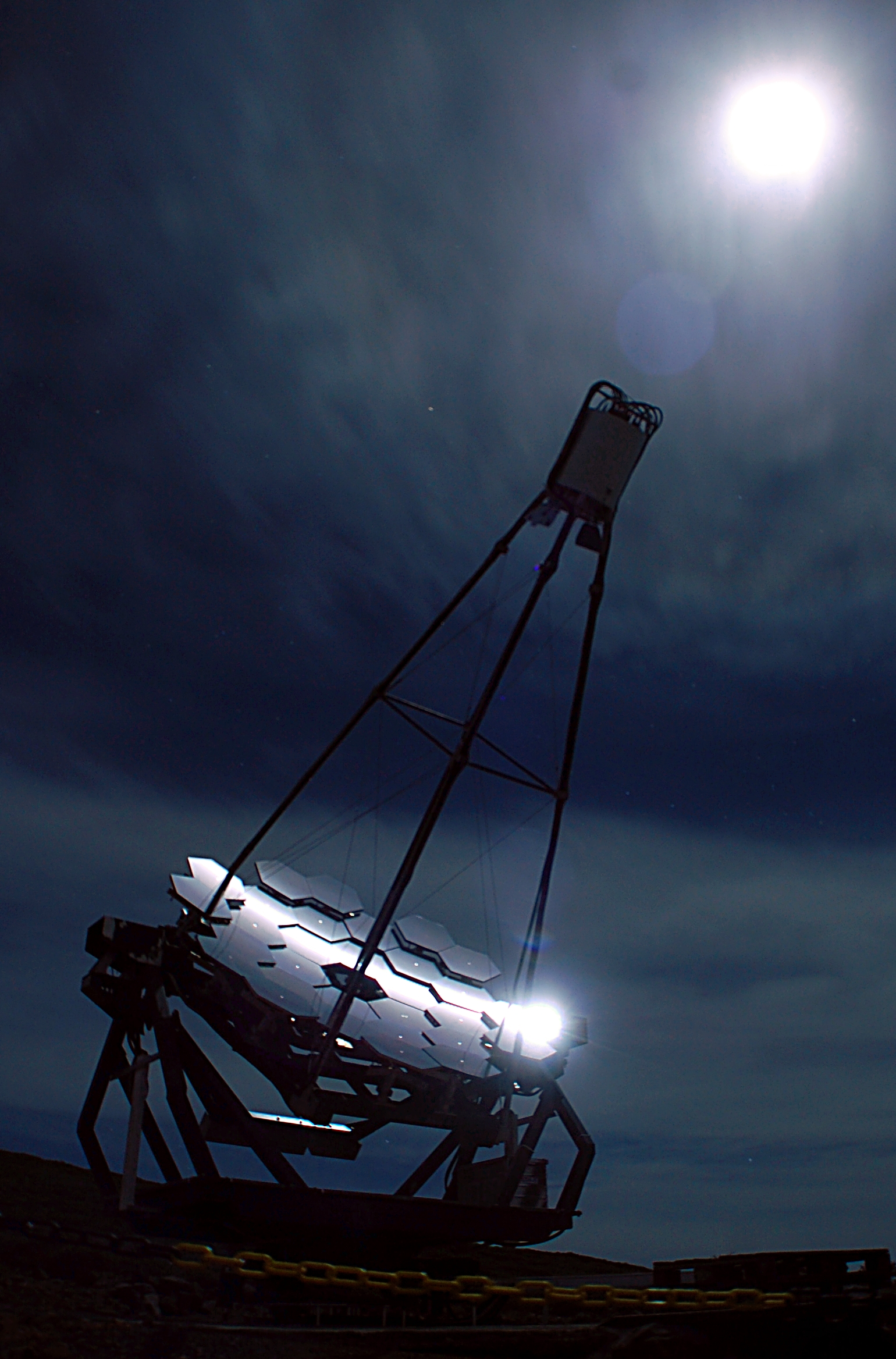
Das FACT Teleskop im Mondlicht

Das  First G-APD Cherenkov Telescope ist ein abbildendes Luft-Tscherenkow-Teleskop (IACT) zur Untersuchung der kosmischen Gammastrahlung. Es befindet sich auf dem Roque de los Muchachos auf der Kanareninsel La Palma direkt neben den MAGIC-Teleskopen. Im Gegensatz zu etablierten Luft-Tscherenkow-Teleskopen wie etwa MAGIC-Teleskope, HESS oder VERITAS benutzt FACT Geiger-mode avalanche Photodioden. Der Messbetrieb startete am 11. Oktober 2011.

## Kenndaten
Die FACT-Kamera besteht aus 1440 Pixeln und besitzt ein Gesichtsfeld von 4,5 Grad. Die hexagonalen Spiegel bilden eine Fläche von etwa 9,5 m2. Der vermessene Energiebereich liegt zwischen einigen hundert GeV und einigen TeV.

## Wissenschaftliches Programm
Mit Hilfe von FACT ist es möglich, einzelne Quellen über eine lange Zeit zu beobachten. Typische Quellen für FACT sind:
- Aktive galaktische Kerne (AGNs) wie beispielsweise Mrk 501 oder Mrk 421
- Supernovaüberreste (SNRs) wie zum Beispiel der Krebsnebel

## Beteiligte Universitäten und Forschungseinrichtungen
- ETH Zürich
- TU Dortmund
- ISDC
- École polytechnique fédérale de Lausanne
- Universität Würzburg